# June Almeida
June Dalziel Almeida (5 tháng 10 năm 1930 - 1 tháng 12 năm 2007) là một nhà virus học người Scotland, người tiên phong trong việc chẩn đoán, xác định và chẩn đoán virus. Kỹ năng xử lý kính hiển vi điện tử giúp bà có được danh tiếng quốc tế. Trong đại dịch coronavirus năm 2020, nghiên cứu của bà vẫn được tham khảo.
Năm 1964, Almeida được Trường Y khoa Bệnh viện St Thomas ở London tuyển dụng. Đến năm 1967, Almeida đã lấy được bằng Tiến sĩ Khoa học (Sc.D.) trên cơ sở nghiên cứu và các ấn phẩm kết quả, khi làm việc ở Canada, tại Viện Ung thư Ontario của Toronto và sau đó ở London tại St Thomas. Almeida sau đó tiếp tục nghiên cứu của mình tại Trường Y khoa Sau đại học Hoàng gia (RPGMS),  mà sau đó trở thành một phần của Trường Y khoa Đại học Hoàng gia.
Almeida đã thành công trong việc xác định các loại virus mà trước đây chưa được biết đến, bao gồm một nhóm virus bà xác định năm 1966 mà sau đó được đặt tên là coronavirus, :96 do ngoại hình giống như vương miện của chúng. Những sáng kiến và hiểu biết về kính hiển vi điện tử miễn dịch (IEM) của Almeida đã đóng góp cho nghiên cứu liên quan đến chẩn đoán viêm gan B, HIV và rubella, trong số các bệnh do virus khác. Các hình chụp vi điện tử của bà tiếp tục được đưa vào sách giáo khoa tổng quan về virus học, hàng thập kỷ sau khi bà tạo ra chúng, vì vậy các phương pháp của Almeida vẫn được sử dụng trong đại dịch COVID 19.

## Tác phẩm xuất bản
1. ↑  Almeida, June D.; Tyrrell, D. A. J. (1967). “The Morphology of Three Previously Uncharacterized Human Respiratory Viruses that Grow in Organ Culture”. Journal of General Virology. 1 (2): 175–178. doi:10.1099/0022-1317-1-2-175. ISSN 0022-1317. PMID 4293939.